# Villa San Giovanni
Villa San Giovanni ist eine Stadt mit 12.775 Einwohnern (Stand 31. Dezember 2023) in der Metropolitanstadt Reggio Calabria, Italien.

## Geografische Lage
Villa San Giovanni liegt an der Straße von Messina, nur wenige Kilometer von Sizilien entfernt. In nördlicher Richtung grenzt es an Scilla, im Süden an die Stadt Reggio Calabria und im Osten an Campo Calabro.

## Geschichte
Villa San Giovanni war lange Zeit für die Herstellung von Seide bekannt. Heute ist von den einst 56 Seidenwebern nicht mehr viel zu sehen.
Villa San Giovanni wurde zweimal von Erdbeben zerstört: das erste Mal 1783 und dann im Jahr 1908 (Erdbeben von Messina), welches das stärkste Erdbeben in der Geschichte Italiens war.

## Wirtschaft

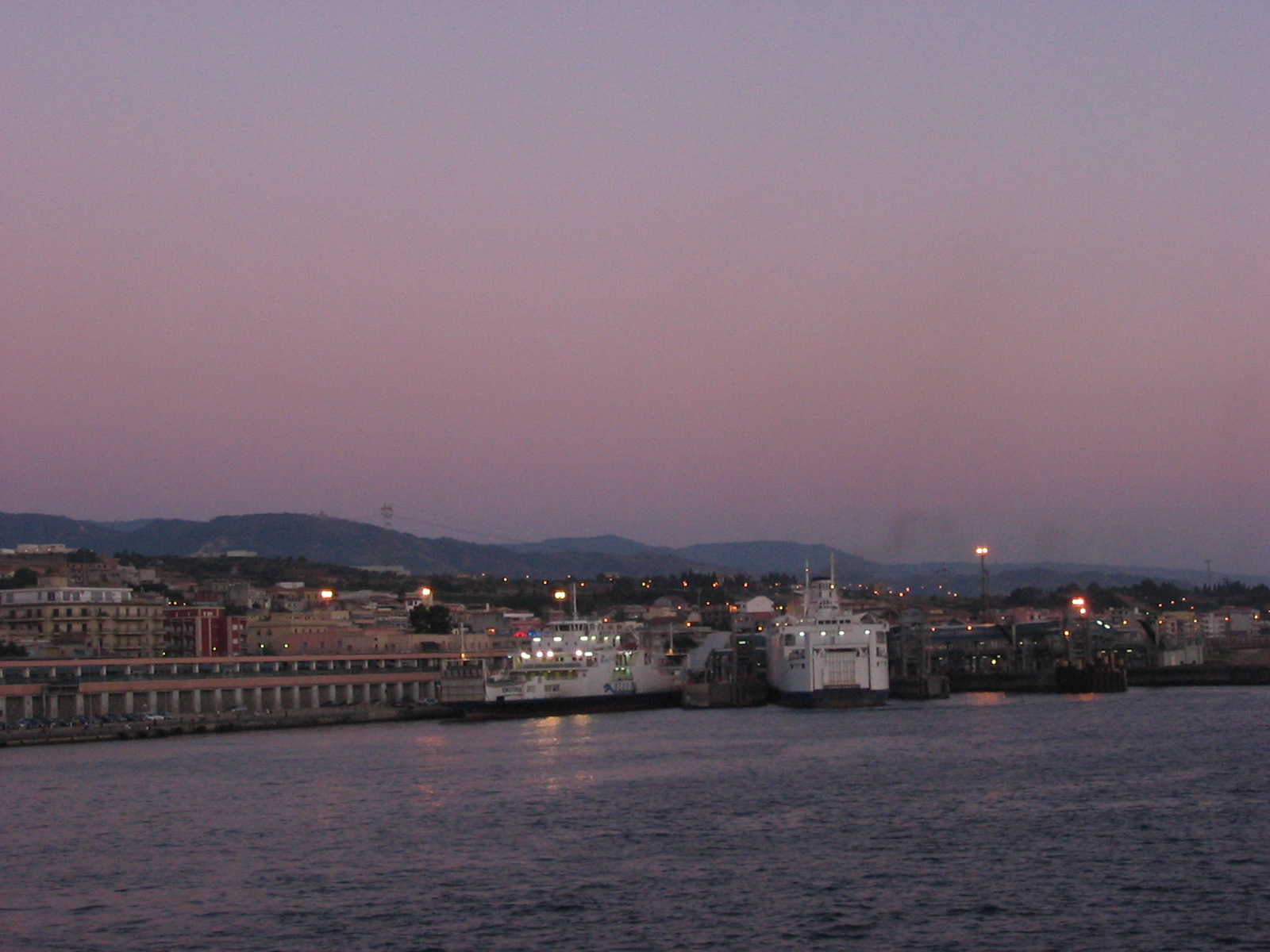
Hafen der Stadt an der Straße von Messina

Die Wirtschaft von Villa San Giovanni ist stark mit dem Meer verbunden. Aufgrund seiner Lage ist es neben dem Hafen von Reggio Calabria der wichtigste Verbindungspunkt mit dem sizilianischen Messina. Villa San Giovanni liegt an der Nord-Süd-Verbindung E 45. Von hier fahren zahlreiche Fähren, unter anderem die der Bluvia-Linie, einer Tochtergesellschaft der italienischen Bahn. Diese werden auch für das Übersetzen der Züge nach Sizilien eingesetzt.